# 我们教育的错误原则
《我们教育的错误原则，或：人文主义与现实主义》（德語：Das unwahre Prinzip unserer Erziehung, oder: Humanismus und Realismus）是麦克斯·施蒂纳所撰写的一篇文章。其于1842年4月发表在了《莱茵报》上。在这篇文章中能看见施蒂纳后期作品的一些影子，包括他对于「异化的教育」和「培养人独立人格的教育」的对比。